# Aeroportul Municipal Princeton
Aeroportul Municipal Princeton (IATA: PNM, ICAO: KPNM, FAA LID: PNM) este un aeroport din Comitatul Mille Lacs, Minnesota, Minnesota, Statele Unite ale Americii ce deservește zona Princeton⁠(d). A fost numit după zona deservită.
Situat la o altitudine de 299 m, aeroportul dispune de 1 pistă.

## Infrastructură

### Piste
Aeroportul dispune de o singură pistă. Pista 15/33 are suprafața de asfalt și dimensiunile 3.900 picioare × 75 picioare. 